# Bruant zizi
Emberiza cirlus
Espèce
Statut de conservation UICN

 LC  : Préoccupation mineure
Le Bruant zizi (Emberiza cirlus), décrit par Linné en 1766, est une espèce de passereaux appartenant à la famille des Emberizidae.

## Identification
C'est un passereau de 15 à 17 cm de long, pesant 17 à 25 g, au dos roux. La poitrine est jaunâtre avec une bande olivâtre. La tête, rayée de noir et de jaune, possède une calotte brun olivâtre et une bavette noire. Le bec est robuste et légèrement recourbé. Les ailes, brunâtres, sont robustes et permettent un vol rapide. La femelle est plus terne avec la poitrine rayée, mais ressemble davantage au mâle en période nuptiale. La femelle de bruant zizi ressemble au bruant jaune, mais s'en distingue par des marques faciales plus foncées, le dessin de la poitrine ainsi que par son croupion olivâtre et strié.

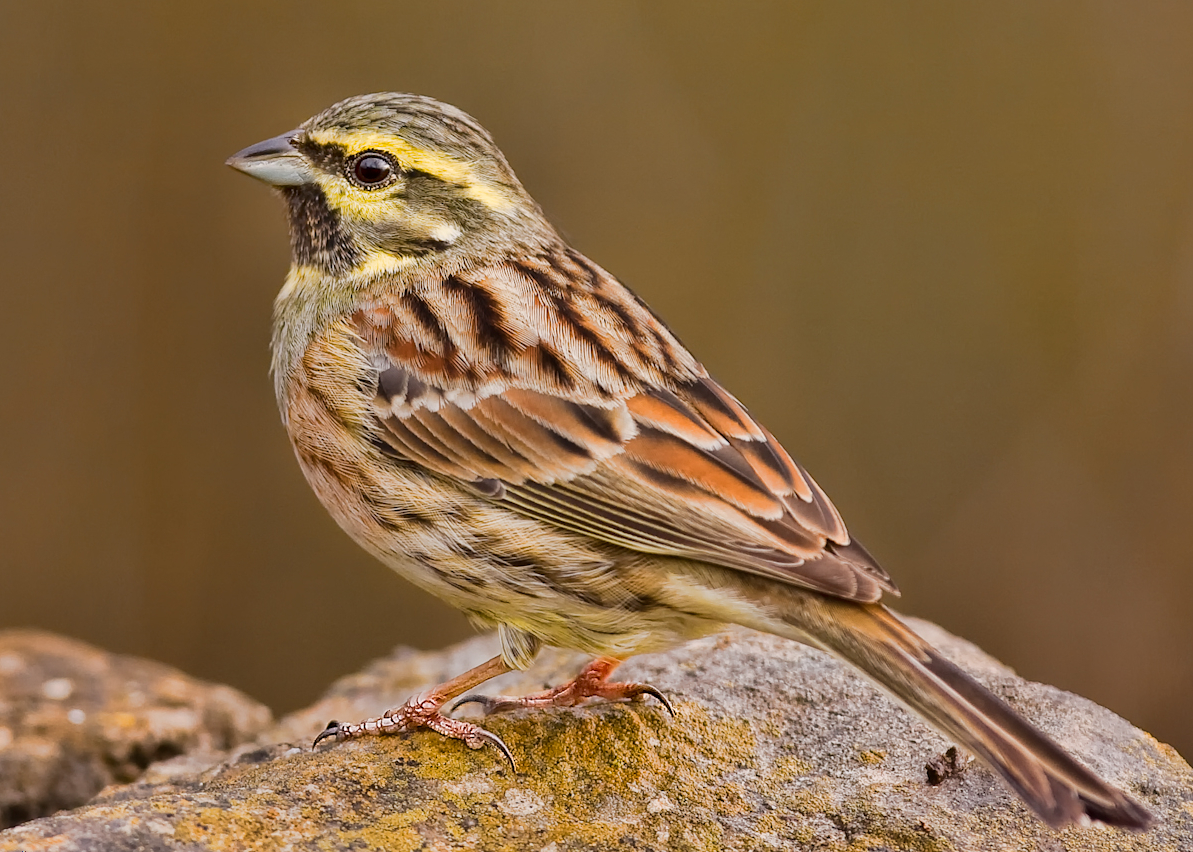
Mâle
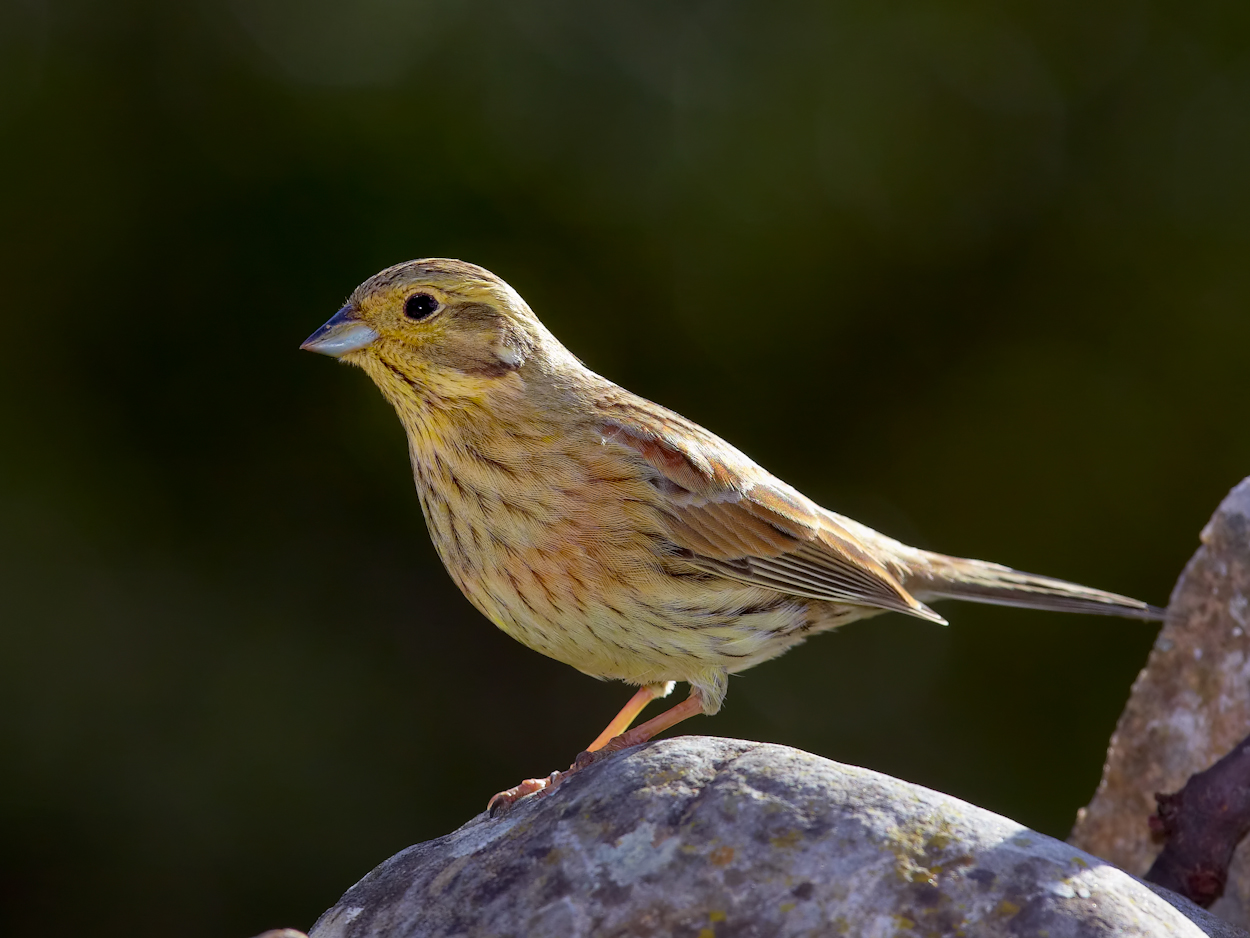
Femelle

## Aire de répartition

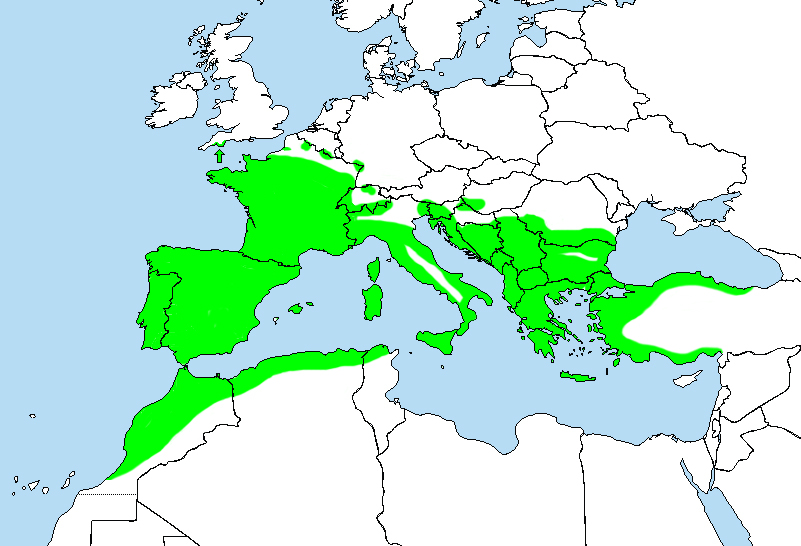

Il se rencontre en Europe méridionale : Portugal, Espagne, France, Italie, Balkans, Grèce, Bulgarie ainsi qu'en Turquie. On le trouve parfois dans le sud de l'Angleterre.
En Afrique, il est présent en Algérie et au Maroc.

## Habitat
Le bruant zizi fréquente les zones découvertes ou faiblement arborées et ensoleillées : champs avec haies, buissons ou arbres, orées des parcs, vergers et jardins. Il préfère les endroits vallonnés ou pentus exposés au sud. Dans la péninsule ibérique, on le trouve jusqu'à 1 500 m d'altitude.

## Comportement
C'est un animal grégaire qui se mêle souvent à d'autres espèces de bruants ou de pinsons (Fringilla spp.). Surtout sédentaire, il lui arrive de migrer vers le sud lors d'hiver rigoureux.

## Régime alimentaire
À l'instar des autres bruants, le bruant zizi est granivore à tendance omnivore : graines, caryopses, baies, arthropodes.

## Nidification
Nid peu soigné d'herbe et de tiges, bas dans un buisson (3-4 œufs / 2 pontes / avril-juillet).

## Reproduction

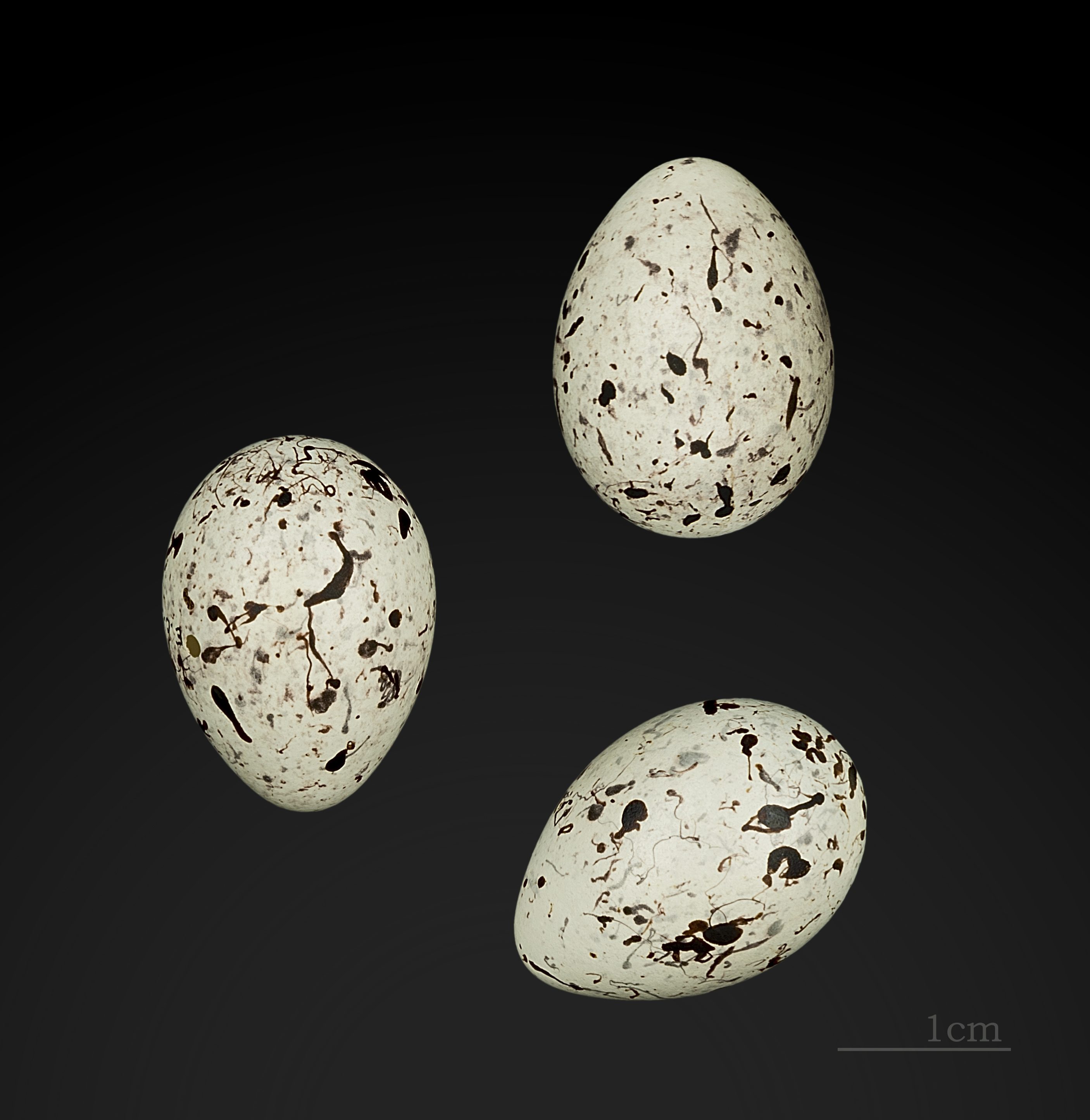
Œufs de Bruant zizi, Muséum de Toulouse

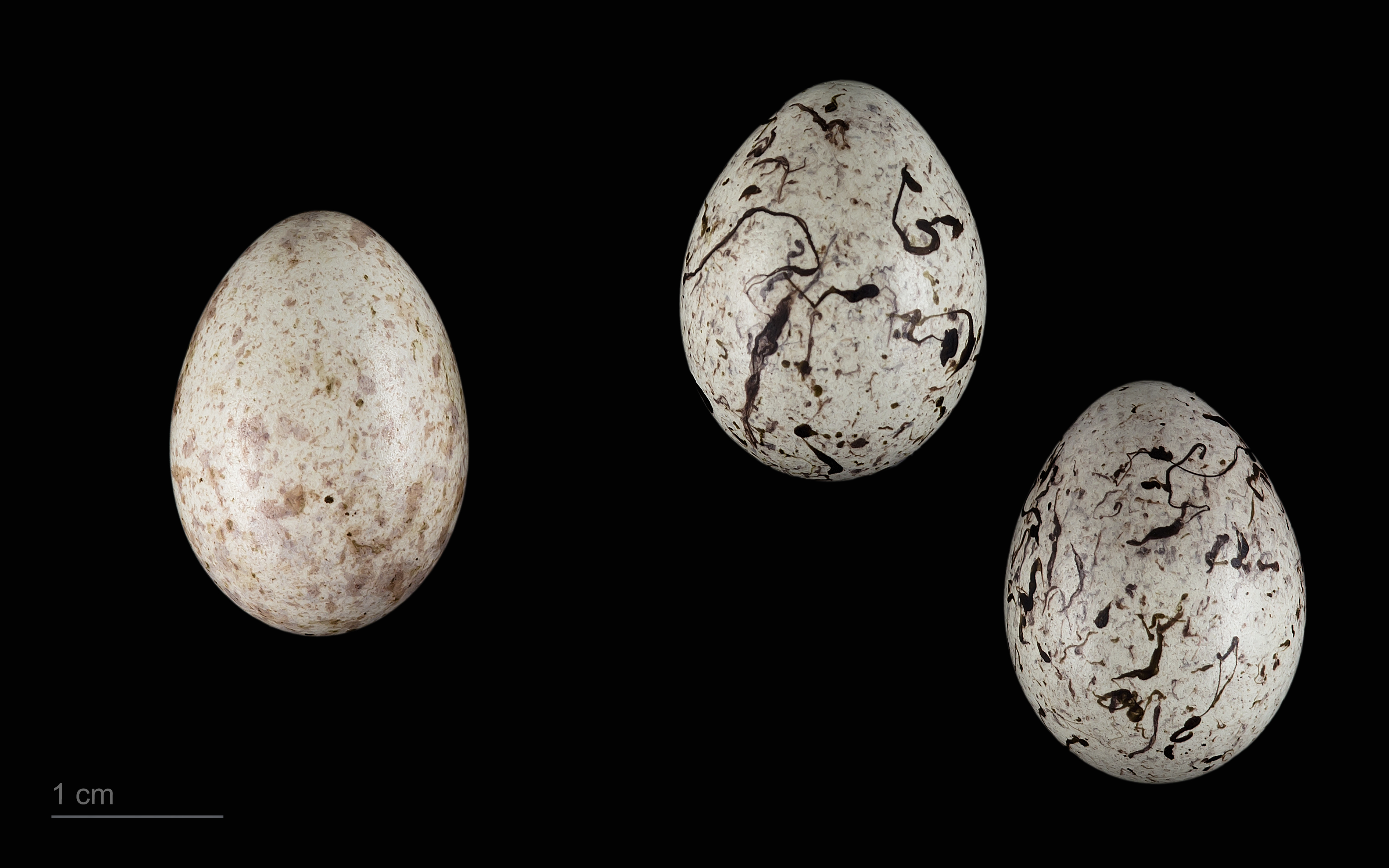
Œuf de Cuculus canorus canorus dans un nid de Emberiza cirlus - Muséum de Toulouse

Les bruants zizi peuvent se reproduire à partir d'un an. En période nuptiale, le mâle chante d'un endroit dégagé. Son pépiement est un bref trille monotone, répété et perçant (« bruant » est une altération de « bruyant »). Le nid, généralement construit dans un buisson, est constitué d'un enchevêtrement d'herbes sèches, de mousse, de paille, de fibres végétales ou de crin. Vers le milieu du mois de mai, la femelle pond trois ou le plus souvent quatre œufs blanchâtres, bleuâtres ou verdâtres, avec des taches brunâtres. L'incubation dure une douzaine de jours et les oisillons, nidicoles, prennent leur essor après deux semaines, au plus tard. Ce bruant est généralement monogame et peut mener à bien une seconde couvée dans l'année.

## Conservation et protection
L'Union internationale pour la conservation de la nature classe ce bruant comme préoccupation mineure. 
En Wallonie, l’espèce est classée en catégorie EX (éteinte) dans la liste rouge des espèces menacées depuis 1962.
Le Bruant zizi bénéficie d'une protection totale sur le territoire français depuis l'arrêté ministériel du 17 avril 1981 relatif aux oiseaux protégés sur l'ensemble du territoire. Il est donc interdit de le détruire, le mutiler, le capturer ou l'enlever, de le perturber intentionnellement ou de le naturaliser, ainsi que de détruire ou enlever les œufs et les nids, et de détruire, altérer ou dégrader son milieu. Qu'il soit vivant ou mort, il est aussi interdit de le transporter, colporter, de l'utiliser, de le détenir, de le vendre ou de l'acheter.